# Go Bo Diddley
《Go Bo Diddley》는 1959년 7월에 발매된 미국의 로큰롤 음악가 보 디들리의 두 번째 스튜디오 음반이다. 이 음반은 싱글로 선공개되지 않은 일부 자료가 포함된 보 디들리의 첫 번째 스튜디오 음반이자 체커 레코드의 첫 번째 음반이었다. 2003년 《롤링 스톤》은 "역사상 가장 위대한 음반 500장"에서 214위, 2012년 수정된 목록에서 216위를 차지했다.

## 배경
1958년 6월, 싱글 〈Hush Your Mouth〉의 B-사이드인 〈Dearest Darling〉은 발매되었으며, 보 디들리의 데뷔 음반에서도 발매되었다. 보 디들리의 다음 싱글 〈Willie and Lillie〉는 1958년 11월에 발매된 후 이 음반에서 발매되었다. 보의 다음 싱글 〈I'm Sorry〉/〈Oh Yea〉는 1959년 2월에 발매되어, 《빌보드》 매거진의 핫 R&B 사이드 차트에서 17위를 차지했다. 다음 싱글 〈Crackin' Up〉과 〈The Great Grandfather〉는 5월에 발매되었다. 《Go Bo Diddley》는 두 달 후인 7월에 발매되었다.  1959년 11월, 보 디들리는 가장 인기 있는 싱글 〈Say Man〉/〈The Clock Strikes Twelve〉을 발매하여 빌보드 핫 100에서 20위에 오른 크로스오버 히트곡이 되었다.
음반에는 〈You Don't Love Me (You Don't Care)〉, 〈Don't Let It Go〉, 〈Little Girl〉, 〈Bo's Guitar〉 등 4곡이 음반 전용 트랙으로 수록되었다.

## 곡 목록
모든 곡들은 특별한 언급이 없는 한 보 디들리에 의해 작사/작곡하였다.
| #  | 제목                                   | 작사·작곡                | 재생 시간 |
| -- | -------------------------------------- | ------------------------ | --------- |
| 1. | 〈Crackin' Up〉                        |                          | 3:28      |
| 2. | 〈I'm Sorry〉                          | 앨런 프리드, 하비 푸쿠아 | 2:30      |
| 3. | 〈Bo's Guitar〉                        |                          | 2:38      |
| 4. | 〈Willie and Lillie〉                  |                          | 2:34      |
| 5. | 〈You Don't Love Me (You Don't Care)〉 |                          | 2:36      |
| 6. | 〈Say Man〉                            |                          | 3:09      |

| #  | 제목                         | 재생 시간 |
| -- | ---------------------------- | --------- |
| 1. | 〈The Great Grandfather〉    | 2:40      |
| 2. | 〈Oh Yea〉                   | 2:30      |
| 3. | 〈Don't Let It Go〉          | 2:36      |
| 4. | 〈Little Girl〉              | 2:35      |
| 5. | 〈Dearest Darling〉          | 2:32      |
| 6. | 〈The Clock Strikes Twelve〉 | 2:35      |